# Aminas traza
Las aminas traza son un grupo de compuestos endógenos que actúan como agonistas del receptor TAAR1 – y por lo tanto, como neuromoduladores monoaminérgicos. – se encuentran metabólica y estructuralmente relacionados con los neurotransmisores monoaminas clásicos. Sin embargo, comparados con las monoaminas clásicas, se encuentran en concentraciones traza. Se encuentran heterogéneamente distribuidos en el cerebro de los mamíferos y en los tejidos nerviosos periféricos, tanto en unos como en otros exhiben una alta tasa metabólica. Aunque pueden sintetizarse dentro de los sistemas principales de síntesis de los neurotransmisores monoamina, existe evidencia que sugiere que algunos de estos compuestos podrían participar en sus propios sistemas neurotransmisores independientes.
Las aminas traza desempeñan importantes papeles en la regulación de los neurotransmisores monoamina en la hendidura sináptica de las neuronas monoaminérgicas que poseen el receptor TAAR1. Poseen efectos 
presinápticos bien documentados simimilares a las de las anfetaminas en las neuronas monoaminérgicas por medio de la activación del receptor TAAR1; específicamente, la activación del TAAR1 en las neuronas promueve la liberación y previene la recaptación de los neurotransmisores monoamina desde la hendidura sináptica, mientras que inhibien el disparo neuronal. La fenetilamina y la anfetamina poseen farmacodinámicas similares en las neuronas dopaminérgicas humanas, ya que ambos compuestos inducen el eflujo desde el transportador vesicular de monoaminas tipo 2 (VMAT2) y activan al TAAR1 con una efectividad comparable.
Al igual de lo que ocurre con la dopamina, noradrenalina y serotonina, las aminas traza se encuentran implicadas en un amplio grupo de trastornos afectivos y cognitivos humanos, tales como el ADHD, depresión y esquizofrenia, entre otros. La hipofunción del sistema aminérgico traza es particularmente relevante para el ADHD, ya que la concentración de fenetilamina urinaria y sanguínea son significativamente menores en los individuos con ADHD en comparación con individuos control y los dos medicamentos más comúnmente prescriptos para el ADHD son la anfetamina y el metilfenidato, aumentan la biosíntesis de fenetilamina en aquellos individuos con ADHD que responden al tratamiento. Una revisión sistemática de los biomarcadores para ADHD indica además que los niveles urinarios de fenetilamina podrían ser un buen marcador diagnóstico para la ADHD.

## Listado de aminas traza
Entre las aminas traza humanas se incluyen:
- Fenetilaminas (relacionadas con las catecolaminas):
  - Fenetilamina[5][6][16] (PEA)
  - N-Metilfenetilamina[4][5][16] (isómero endógeno de la anfetamina)
  - Feniletanolamina[17][16]
  - m-Tiramina[5][16]
  - p-Tiramina[5][16]
  - 3-Metoxitiramina[4][16]
  - N-Metiltiramina[4][5][16]
  - m-Octopamina[5][16]
  - p-Octopamina[5][16]
  - Sinefrina[4][16]
- Tironamina y compuestos relacionados:
  - 3-Iodotironamina[6][16]
- Triptamina[4][6][16]

Aunque no se trata de aminas traza por sí mismas, las monoaminas clásicas noradrenalina, serotonina, e histamina son agonistas parciales del receptor humano TAAR1; la dopamina es un agonista de muy alta afinidad sobre el receptor TAAR1 humano. N-Metiltriptamina  y N,N-dimetiltriptamina son aminas endógenas en humanos, sin embargo, hasta el año 2015 no se ha detectado que puedan unirse al receptor TAAR1.